# Darrel Brown
Darrel Rondel Brown (ur. 11 października 1984 w Arimie) – trynidadzko-tobagijski lekkoatleta, sprinter. Czterokrotny wicemistrz świata, czterokrotny złoty medalista mistrzostw Ameryki Środkowej i Karaibów, medalista igrzysk panamerykańskich, wielokrotny złoty medalista juniorskich imprez (w tym mistrz świata juniorów z 2002 roku). Dwukrotny uczestnik igrzysk olimpijskich (Ateny, Pekin).

## Przebieg kariery
W wieku niespełna czternastu lat został dwukrotnym srebrnym medalistą rozgrywanych w George Town mistrzostw Ameryki Środkowej i Karaibów, w kategorii wiekowej do lat 17. W latach 1999-2002 startował w CARIFTA Games, zdobywając na nich łącznie jedenaście złotych medali. W 2000 roku wziął udział w mistrzostwach świata juniorów, na których między innymi zajął 4. miejsce w finale biegu na 100 m.
W 2001 roku wywalczył tytuł mistrza świata juniorów młodszych w biegu na 100 m, a także został wicemistrzem globu w konkurencji biegu sztafet 4 × 100 m. Rok później podczas mistrzostw świata U20 zdobył złoty medal w biegu na 100 m oraz brązowy medal w biegu rozstawnym 4 × 100 m. W 2003 roku w tejże konkurencji wywalczył srebrny medal igrzysk panamerykańskich, natomiast na mistrzostwach świata w Paryżu otrzymał srebrny medal w konkurencji biegu na 100 m.
Na igrzyskach olimpijskich w Atenach był członkiem sztafety 4 × 100 m. Ekipa z udziałem Browna awansowała do finału zmagań, który ukończyła na 7. miejscu z rezultatem 38,60.
W 2005 roku uzyskał najlepszy w historii swych startów wynik na seniorskich mistrzostwach Ameryki Środkowej i Karaibów, podczas rozgrywanego w Nassau czempionatu zdobył dwa złote medale – w biegu na 100 m oraz w biegu sztafet 4 × 100 m. Na światowym czempionacie w Helsinkach zdobył trzeci w karierze tytuł wicemistrzowski (w sztafecie 4 × 100 m).
Na igrzyskach olimpijskich w Pekinie wziął udział wyłącznie w konkursie biegu na 100 m. W eliminacjach uzyskał rezultat 10,22 – z nim zajął 3. miejsce w grupie i 7. miejsce wśród wszystkich sportowców; w ćwierćfinale zaś osiągnął rezultat czasowy 10,93 – zbyt słaby, aby awansować do dalszej fazy zmagań. Ponadto podczas ćwierćfinału biegu na 100 m doznał kontuzji, która sprawiła, że Brown został wycofany ze startu w biegu sztafet 4 × 100 m.

## Osiągnięcia
| Rok     | Zawody                                                      | Miasto         | Miejsce | Konkurencja              | Wynik       |
| ------- | ----------------------------------------------------------- | -------------- | ------- | ------------------------ | ----------- |
| 1998    | Mistrzostwa Ameryki Środkowej i Karaibów juniorów młodszych | George Town    | srebro  | bieg na 100 m            | 10,82       |
| 1998    | Mistrzostwa Ameryki Środkowej i Karaibów juniorów młodszych | George Town    | srebro  | sztafeta 4 × 100 m       | 42,21       |
| 1999    | CARIFTA Games                                               | Fort-de-France | złoto   | bieg na 100 m            | 10,67       |
| 1999    | CARIFTA Games                                               | Fort-de-France | złoto   | bieg na 200 m            | 21,20       |
| 1999    | CARIFTA Games                                               | Fort-de-France | złoto   | sztafeta 4 × 100 m (U17) | 42,10       |
| 2000    | CARIFTA Games                                               | Saint George’s | złoto   | bieg na 100 m            | 10,36       |
| 2000    | CARIFTA Games                                               | Saint George’s | złoto   | bieg na 200 m            | 21,20 =     |
| 2000    | CARIFTA Games                                               | Saint George’s | złoto   | sztafeta 4 × 100 m       | 40,87 (U17) |
| 2000    | Mistrzostwa Ameryki Środkowej i Karaibów juniorów młodszych | San Juan       | złoto   | bieg na 100 m            | 10,47       |
| 2000    | Mistrzostwa Ameryki Środkowej i Karaibów juniorów młodszych | San Juan       | złoto   | bieg na 200 m            | 21,46       |
| 2000    | Mistrzostwa Ameryki Środkowej i Karaibów juniorów młodszych | San Juan       | złoto   | sztafeta 4 × 100 m       | 41,62       |
| 2000    | Mistrzostwa świata juniorów                                 | Santiago       | 4.      | bieg na 100 m            | 10,40       |
| 2000    | Mistrzostwa świata juniorów                                 | Santiago       | 6. H    | bieg na 200 m            | 52,84       |
| 2000    | Mistrzostwa świata juniorów                                 | Santiago       | 4.      | sztafeta 4 × 100 m       | 40,03       |
| 2001    | CARIFTA Games                                               | Bridgetown     | złoto   | bieg na 100 m            | 10,24       |
| 2001    | CARIFTA Games                                               | Bridgetown     | złoto   | sztafeta 4 × 100 m       | 40,19       |
| 2001    | Mistrzostwa świata juniorów młodszych                       | Debreczyn      | złoto   | bieg na 100 m            | 10,31       |
| 2001    | Mistrzostwa świata juniorów młodszych                       | Debreczyn      | DNF H   | bieg na 200 m            | N/A         |
| 2001    | Mistrzostwa świata juniorów młodszych                       | Debreczyn      | DNS H   | sztafeta szwedzka        | N/A         |
| 2001    | Mistrzostwa świata                                          | Edmonton       | srebro  | sztafeta 4 × 100 m       | 38,58       |
| 2001    | Mistrzostwa panamerykańskie juniorów                        | Santa Fe       | srebro  | bieg na 100 m            | 10,49       |
| 2001    | Mistrzostwa panamerykańskie juniorów                        | Santa Fe       | brąz    | sztafeta 4 × 100 m       | 40,37       |
| 2002    | CARIFTA Games                                               | Nassau         | złoto   | bieg na 100 m            | 10,22       |
| 2002    | CARIFTA Games                                               | Nassau         | złoto   | sztafeta 4 × 100 m       | 40,48       |
| 2002    | Mistrzostwa Ameryki Środkowej i Karaibów juniorów           | Bridgetown     | złoto   | bieg na 100 m            | 10,18       |
| 2002    | Mistrzostwa świata juniorów                                 | Kingston       | złoto   | bieg na 100 m            | 10,09       |
| 2002    | Mistrzostwa świata juniorów                                 | Kingston       | brąz    | sztafeta 4 × 100 m       | 39,17       |
| 2003    | CARIFTA Games                                               | Port-of-Spain  | złoto   | bieg na 100 m            | 10,20       |
| 2003    | CARIFTA Games                                               | Port-of-Spain  | srebro  | sztafeta 4 × 100 m       | 40,64       |
| 2003    | Mistrzostwa Ameryki Środkowej i Karaibów                    | Saint George’s | srebro  | bieg na 100 m            | 10,17       |
| 2003    | Mistrzostwa Ameryki Środkowej i Karaibów                    | Saint George’s | złoto   | sztafeta 4 × 100 m       | 39,05       |
| 2003    | Igrzyska panamerykańskie                                    | Santo Domingo  | srebro  | sztafeta 4 × 100 m       | 38,53       |
| 2003    | Mistrzostwa świata                                          | Paryż          | srebro  | bieg na 100 m            | 10,08       |
| 2004    | Igrzyska olimpijskie                                        | Ateny          | 7.      | sztafeta 4 × 100 m       | 38,60       |
| 2005    | Mistrzostwa Ameryki Środkowej i Karaibów                    | Nassau         | złoto   | bieg na 100 m            | 10,02 =     |
| 2005    | Mistrzostwa Ameryki Środkowej i Karaibów                    | Nassau         | złoto   | sztafeta 4 × 100 m       | 38,47       |
| 2005    | Mistrzostwa świata                                          | Helsinki       | 7. SF   | bieg na 100 m            | 10,16       |
| 2005    | Mistrzostwa świata                                          | Helsinki       | srebro  | sztafeta 4 × 100 m       | 38,10       |
| 2005    | Światowy Finał IAAF                                         | Monako         | 4.      | bieg na 100 m            | 10,05       |
| 2006    | Igrzyska Wspólnoty Narodów                                  | Melbourne      | 6. QF   | bieg na 100 m            | 10,79       |
| 2008    | Mistrzostwa Ameryki Środkowej i Karaibów                    | Cali           | złoto   | bieg na 100 m            | 10,12       |
| 2008    | Igrzyska olimpijskie                                        | Pekin          | 8. QF   | bieg na 100 m            | 10,93       |
| 2009    | Mistrzostwa świata                                          | Berlin         | srebro  | sztafeta 4 × 100 m       | 37,62       |
| 2011    | Mistrzostwa Ameryki Środkowej i Karaibów                    | Mayagüez       | srebro  | sztafeta 4 × 100 m       | 38,89       |
| 2011    | Igrzyska panamerykańskie                                    | Guadalajara    | 5. H    | bieg na 100 m            | 10,63       |
| Źródło: |                                                             |                |         |                          |             |

Dwa razy w karierze, w 2001 i 2007 roku, sięgnął po tytuł mistrza kraju.

## Rekordy życiowe
- bieg na 100 m – 9,99 (25 czerwca 2005, Port-of-Spain)
- bieg na 200 m – 20,41 (6 maja 2001, Port-of-Spain)
- sztafeta 4 × 100 m – 37,62 (22 sierpnia 2009, Berlin)

Halowe
- bieg na 60 m – 6,59 (14 lutego 2004, Fayetteville)

Źródło: 